# Phrygionis metaxantha
Phrygionis metaxantha là một loài bướm đêm trong họ Geometridae.